# Сантопадре
Сантопа̀дре (на италиански: Santopadre) е село и община в Централна Италия, провинция Фрозиноне, регион Лацио. Разположено е на 730 m надморска височина. Населението на общината е 1450 души (към 2010 г.).